# Pacific Association of Professional Baseball Clubs
La Pacific Association of Professional Baseball Clubs, ou plus simplement la Pacific Association, était une ligue indépendante de baseball fondée en 2013 dont les activités se déroulaient en Californie du Nord, aux États-Unis. La ligue comptait de plus deux clubs à Hawaï à sa première année.
Le commissaire de la ligue était Mike Marshall, un ancien joueur de la Ligue majeure de baseball.

## Histoire
La ligue mise sur pied par Redwood Sports and Entertainment, LLC joue sa première saison en 2013. Elle compte alors 5 équipes : trois en Californie et deux à Hawaï. Ces deux derniers clubs ne disputent qu'une saison et cessent leurs activités, la ligue prétextant des coûts de déplacements trop élevés du continent à Hawaï. Les East Bay Lumberjacks sont admis dans la ligue en juillet 2013 mais ne complètent qu'une saison avant d'être remplacé l'année suivante par Pittsburg.
Les clubs californiens de la ligue disputent des matchs interligues avec des formations de la Freedom Pro Baseball League (en), une autre ligue de baseball indépendant, celle-ci basée en Arizona. Les deux anciennes équipes hawaïennes, les Stars de Hawaii et le club Na Koa Ikaika Maui, disputaient quant à eux des matchs interligues aux clubs de la Baseball Challenge League (en), au Japon.

## Équipes

### En 2015
| Équipe                 | Ville      | État       | Débuts | Stade           | Notes                             |
| ---------------------- | ---------- | ---------- | ------ | --------------- | --------------------------------- |
| Admirals de Vallejo    | Vallejo    | Californie | 2013   | Wilson Park     |                                   |
| Pacifics de San Rafael | San Rafael | Californie | 2013   | Albert Park     |                                   |
| Stompers de Sonoma     | Sonoma     | Californie | 2014   | Arnold Field    |                                   |
| Diamonds de Pittsburg  | Pittsburg  | Californie | 2014   | City Park Field | Appelés Pittsburg Mettle en 2014. |

### Anciennes équipes
| Années | Équipe               | Ville   | État       | Stade           | Notes                               |
| ------ | -------------------- | ------- | ---------- | --------------- | ----------------------------------- |
| 2013   | East Bay Lumberjacks | Oakland | Californie | Laney College   | Remplacés par Pittsburg après 2013. |
| 2013   | Na Koa Ikaika Maui   | Wailuku | Hawaï      | Maehara Stadium |                                     |
| 2013   | Stars de Hawaii      | Hilo    | Hawaï      | Wong Stadium    |                                     |

## Champions
Au terme de la saison régulière de 78 matchs (ou moins, en cas de matchs annulés par une météo défavorable), un match de finale est joué entre les deux meilleures équipes, couronnant le champion de la Pacific Association pour l'année.
| Année | Équipe championne      | Score | Finaliste              | Date et lieu               |
| ----- | ---------------------- | ----- | ---------------------- | -------------------------- |
| 2013  | Na Koa Ikaika Maui     | 6-1   | Pacifics de San Rafael | 25 août 2013 à San Rafael. |
| 2014  | Pacifics de San Rafael | 11-8  | Admirals de Vallejo    | 31 août 2014 à Vallejo,.   |